# 아침 정보 프로그램
아침 정보 프로그램(Breakfast television) 또는 모닝쇼(Morning Show)은 이른 아침부터 오전에 걸쳐 뉴스와 생활정보, 인포테인먼트 등을 방송하는 프로그램을 말한다.

## 개요
이 프로그램은 이른 아침부터 아침 시간대에 방송되는 정보 프로그램으로, 주로 시청자들이 아침에 알고 싶어 하는 다양한 정보를 전달하기 위해, 아침 정보 프로그램의 시초는 1952년 방송을 시작한 미국의 NBC에서 방영되고 있는 《투데이》(Today)이며, 이후 세계 여러 나라에서 유사한 형식의 방송이 시작되었다.
아침 식사를 하거나 출근·등교를 준비하는 사람들을 대상으로 하는 만큼, 대부분의 나라에서는 전반적으로 상쾌하고 밝은 분위기 조성하는데, 상쾌한 인상의 진행자와 출연자를 선정하고, 부드러운 어조로 진행하며, 배경 음악도 밝고 경쾌한 곡을 사용하는 것이 일반적입니다.
프로그램 내용은 시청자들이 아침 시간에 특히 궁금해할 정보를 중심으로 구성되며, 외출 시 어떤 옷을 입어야 할지, 우산이 필요한지 등 일기예보가 가장 기본입니다. 그 외에도 전날 밤까지의 주요 뉴스나 신문 기사 요약, 당일 예정된 주요 일정이나 이벤트 소식 등이 포함된다.
꼭 그날 그 시간에 알릴 필요는 없지만 흥미를 끌 수 있는 스포츠 소식, 연예 정보 등도 함께 다뤄지며, 때때로 쇼 비즈니스 관련 홍보나 광고가 포함되어, 일반적으로는 메인 캐스터가 전체 진행과 주요 뉴스를 맡고, 나머지 분야는 각 담당 캐스터가 나누어 전달하는 방식으로 진행된다.

## 대한민국의 아침 정보 프로그램
텔레비전이 대중화된 이후, 아침 방송은 1967년 3월 KBS-TV에서 처음 시작되었으며, 동양방송에서는 《굿모닝》이라는 프로그램이 첫 방송으로 편성되었다. 1969년 문화방송은 개국 3개월 만인 11월 17일에 아침 방송을 시작하였고, 진행자의 이름을 내건 《임택근 모닝쇼》를 선보였다. 그러나 1973년 12월 유류 파동의 여파로 인해 평일과 토요일(일요일 제외)의 아침 방송이 중단되었다. 1980년 전두환 정부의 언론 통폐합을 거치며 KBS·MBC·TBC(동양방송 흡수 후 KBS 2TV로 편입) 체제가 정비되면서 1981년 5월부터 아침 방송은 다시 재개되었다.
이 시기부터 아침 시간대에는 뉴스, 생활 정보, 가족 및 여성 대상 프로그램이 본격적으로 자리 잡기 시작하였다. 1981년에는 KBS 1TV에서 《스튜디오 830》의 생활 정보 프로그램이 등장하였다. 1991년 KBS는 《아침마당》을 정식 편성하여 전국적인 생활·교양 프로그램으로 자리매김하였다. MBC는 《MBC 모닝쇼》, 《안녕하십니까 변웅전입니다》 등 다양한 아침 교양·오락 프로그램을 선보였으며, 1991년에 개국한 SBS는 《모닝와이드》를 편성하여 뉴스 중심의 아침 방송을 강화하였다. 이 시기를 기점으로 아침 방송은 뉴스, 생활 정보, 시사 토크를 결합한 기본적인 포맷을 확립하였다.
2000년대에 들어서면서 아침 방송은 ‘아침 뉴스쇼 + 정보/토크’ 체제로 정착하였다. 주요 방송사들은 출근길 시청자를 겨냥해 다양한 뉴스 및 교양 프로그램을 제작하였다. KBS는 《뉴스광장》과 《아침마당》, MBC는 《뉴스투데이》와 《생방송 오늘 아침》, SBS는 《모닝와이드》를 대표적인 프로그램으로 운영하였다. 이 시기의 아침 방송은 주부, 직장인, 학생 등 폭넓은 계층을 대상으로 시사, 생활 정보, 연예, 사건·사고를 포괄하는 종합 정보 프로그램으로 발전하였다.
2010년대 이후에도 지상파 3사(KBS·MBC·SBS)는 아침 시간대에 뉴스, 교양, 생활 정보를 중심으로 한 편성을 유지하였다. 2011년에는 종합편성채널의 출범으로 JTBC, TV조선, 채널A, MBN 등이 아침 뉴스·정보 프로그램 경쟁에 합류하였다. 또한 스마트폰과 유튜브 등 온라인 플랫폼을 통한 병행 시청이 확산되면서, 아침 방송은 텔레비전뿐만 아니라 클립, 다시보기, 실시간 스트리밍 등 다양한 경로를 통해 소비되는 흐름으로 이어지고 있다.

### KBS 1TV
5시대
- KBS 5시 뉴스 : 2012년 10월 29일 ~ 2016년 12월 31일

6,7시대
- 뉴스와 화제 : 1969년 6월 30일 ~ 1970년 6월 28일
- 오늘의 화제 : 1970년 6월 29일 ~ 1971년 6월 27일
- 뉴스파노라마 : 1971년 6월 28일 ~ 1972년 10월 29일
- KBS 뉴스와이드 : 1981년 5월 25일 ~ 1982년 9월 19일
- KBS 뉴스 80 : 1981년 9월 7일 ~ 1984년 3월 31일
- KBS 아침뉴스 : 1984년 4월 1일 ~ 1984년 10월 28일, 1990년 5월 21일 ~ 1991년 5월 19일
- KBS 뉴스센터 645 : 1984년 10월 29일 ~ 1986년 11월 2일
- KBS 뉴스 645 : 1986년 11월 3일 ~ 1989년 3월 5일
- 뉴스센터 700 : 1989년 3월 6일 ~ 1990년 5월 20일
- KBS 뉴스광장 : 1991년 5월 20일 ~

8시 30분대
- 스튜디오 830 : 1981년 5월 25일 ~ 1986년 11월 2일
- 스튜디오 800 : 1986년 11월 3일 ~ 1987년 2월 28일
- 가정저널 : 1987년 3월 1일 ~ 1991년 5월 19일
- 아침마당 : 1991년 5월 20일 ~

9시 30분대
- KBS 가정뉴스 : 1981년 5월 25일 ~ 1984년 3월 31일
- KBS 아침뉴스 : 1984년 4월 1일 ~ 1984년 10월 28일, 1990년 5월 21일 ~ 1991년 5월 19일
- KBS 뉴스센터 945 : 1984년 10월 29일 ~ 1986년 11월 2일
- KBS 945 뉴스 : 1986년 11월 3일 ~ 1993년 10월 17일
- KBS 940 뉴스 : 1993년 10월 18일 ~ 1994년 4월 30일
- KBS 935 뉴스 : 1994년 5월 1일 ~ 1994년 10월 9일, 1996년 3월 1일 ~ 1999년 10월 17일
- KBS 930 뉴스 : 1994년 10월 10일 ~ 1996년 2월 29일, 1999년 10월 18일 ~ 2024년 5월 19일
- KBS 10시 뉴스 : 1996년 3월 5일 ~ 1996년 5월 11일
- KBS 10시 뉴스 (평일) / KBS 940 뉴스 (주말) : 1996년 5월 13일 ~ 1996년 5월 31일
- KBS 940 뉴스 (평일) / KBS 10시 뉴스 (주말) : 1996년 6월 1일 ~ 1996년 10월 13일
- KBS 뉴스 930 : 2024년 5월 20일 ~

10시대
- 무엇이든 물어보세요 : 1983년 10월 31일 ~ [3]

10시 50분대
- KBS 뉴스 (10:45) : 1998년 1월 5일 ~ 1998년 6월 14일, 1999년 2월 8일 ~ 1999년 4월 30일
- KBS 뉴스 (10:50) : 1998년 6월 15일 ~ 1998년 12월 31일, 1999년 7월 19일 ~ 2001년 11월 4일
- KBS 뉴스 (10:55) : 1999년 5월 1일 ~ 1999년 7월 16일

### KBS 2TV
6시대
- KBS 뉴스 (06:30) : 1997년 10월 20일 ~ 1998년 1월 4일
- KBS 헤드라인 뉴스 : 1998년 10월 12일 ~ 2000년 4월 30일
- KBS 세계뉴스 (06:00) : 1992년 4월 6일 ~ 1993년 4월 30일

7시대
- 상쾌한 아침입니다 : 1981년 9월 7일 ~ 1984년 3월 31일
- 출발, 기동취재반 : 1984년 4월 1일 ~ 1984년 10월 28일
- 7시/8시 명랑열차 : 1984년 10월 29일 ~ 1986년 5월 25일
- 아침의 광장 : 1986년 5월 26일 ~ 1987년 3월 2일
- 생방송 전국은 지금 : 1987년 3월 3일 ~ 1994년 10월 16일
- 생방송 TV 정보센터 : 1994년 10월 17일 ~ 1995년 4월 30일
- 생방송 아침을 달린다 : 1995년 5월 1일 ~ 1997년 3월 2일
- 생방송 좋은 아침입니다 : 1997년 3월 3일 ~ 2000년 4월 30일
- 생방송 오늘 : 2000년 5월 1일 ~ 2001년 11월 4일, 2009년 10월 19일 ~ 2011년 5월 29일
- 생방송 세상의 아침 : 2001년 11월 5일 ~ 2009년 10월 18일
- 굿모닝 대한민국 : 2011년 5월 30일 ~ 2014년 12월 31일, 2025년 5월 24일 ~
- 2TV 아침 : 2015년 1월 1일 ~ 2016년 4월 24일
- 생방송 아침이 좋다 : 2016년 4월 25일 ~ 2020년 7월 5일
- 굿모닝 대한민국 라이브 : 2020년 7월 6일 ~ 2022년 5월 8일
- 해 볼만한 아침 M&W : 2022년 5월 9일 ~ 2024년 2월 4일
- 생방송 굿모닝 대한민국 : 2024년 12월 7일 ~ 2025년 5월 17일

8시대
- KBS 이동스튜디오 : 1984년 10월 29일 ~ 1985년 10월 27일

9시 40분대
- 새 아침 행복나들이 : 1994년 10월 10일 ~ 1995년 2월 19일
- 엄앵란의 사랑방 : 1996년 3월 1일 ~ 1996년 5월 9일
- 엄앵란 이택림의 사랑방 : 1996년 5월 10일 ~ 1998년 6월 14일
- 김병찬 변우영의 행복탐험 : 1998년 6월 15일 ~ 1998년 10월 11일
- 행복채널 : 1998년 10월 12일 ~ 2003년 10월 31일
- 여유만만 : 2003년 11월 1일 ~ 2018년 7월 15일
- 그녀들의 여유만만 : 2018년 7월 16일 ~ 2019년 8월 25일
- 무한리필 샐러드 : 2019년 8월 26일 ~ 2020년 7월 5일

10시대
- KBS 뉴스 (08:00) : 1984년 4월 1일 ~ 1984년 4월 22일
- KBS 뉴스 (07:00) : 1986년 5월 26일 ~ 1986년 11월 2일
- KBS 뉴스 (08:00) : 1986년 11월 3일 ~ 1987년 2월 28일
- 3분 뉴스 (07:40) : 1987년 3월 1일 ~ 1987년 5월 10일, 1989년 3월 6일 ~ 1990년 4월 8일
- KBS 2TV 뉴스 (08:55) : 1990년 4월 9일 ~ 1992년 4월 5일
- KBS 2TV 뉴스 (09:00) : 1990년 10월 29일 ~ 1992년 4월 5일
- KBS 2TV 뉴스 (07:50) : 1992년 4월 6일 ~ 1992년 10월 4일
- KBS 2TV 뉴스 (07:55) : 1993년 5월 1일 ~ 1994년 2월 20일
- KBS 2TV 뉴스 (08:00) : 1994년 2월 21일 ~ 1994년 4월 30일
- KBS 2TV 뉴스 (07:50) : 1994년 5월 1일 ~ 1996년 2월 29일
- KBS 2TV 뉴스 (08:00) : 1996년 3월 1일 ~ 1997년 10월 19일
- KBS 뉴스 (09:00) : 1997년 10월 20일 ~ 1998년 10월 11일
- KBS 뉴스 (08:45) : 1998년 10월 12일 ~ 1998년 4월 30일
- KBS 뉴스 (09:00) : 1999년 5월 1일 ~ 1999년 10월 17일
- KBS 뉴스 (08:45) : 1999년 10월 18일 ~ 2000년 4월 30일
- KBS 뉴스 (08:50) : 2000년 5월 1일 ~ 2001년 4월 29일
- KBS 뉴스 (08:40) : 2001년 4월 30일 ~ 2002년 10월 27일
- KBS 뉴스 (07:45) : 2002년 10월 28일 ~ 2004년 10월 31일
- KBS 아침뉴스타임 : 2004년 11월 1일 ~

10시 40분대
- KBS 2TV 뉴스 (10:50) : 1996년 3월 1일 ~ 1997년 10월 19일
- KBS 뉴스 (10:50) : 1997년 10월 20일 ~ 2004년 12월 31일
- 지구촌 뉴스 : 2000년 5월 1일 ~ 2023년 12월 31일

### MBC TV
5시대
- MBC 5시 뉴스 : 2012년 10월 8일 ~ 2017년 12월 25일

6,7시대
- MBC 뉴스쇼 : 1981년 5월 25일 ~ 1984년 10월 21일
- 여기는 MBC : 1984년 10월 22일 ~ 1991년 4월 21일
- MBC 뉴스와이드 : 1991년 4월 22일 ~ 1995년 4월 16일
- MBC 뉴스투데이 : 1995년 4월 17일 ~ 1996년 10월 20일, 2002년 4월 1일 ~
- MBC 뉴스 굿모닝코리아 : 1996년 10월 21일 ~ 1999년 4월 18일
- MBC 아침뉴스 2000 : 1999년 4월 19일 ~ 2000년 5월 13일
- 피자의 아침 1, 2부 : 2000년 5월 14일 ~ 10월 29일
- MBC 아침뉴스 : 2000년 10월 30일 ~ 2002년 3월 30일

7시 50분대
- 임택근 모닝쇼 : 1969년 11월 17일 ~ 1971년 2월 28일
- MBC 모닝쇼 : 1971년 3월 1일 ~ 1973년 11월 30일
- 안녕하세요 변웅전입니다 : 1981년 5월 25일 ~ 1983년 9월 2일
- 차인태의 아침 살롱 : 1983년 9월 3일 ~ 1984년 4월 8일
- 차인태의 출발 새아침 : 1984년 4월 9일 ~ 1989년 4월 15일
- 아침을 달린다 : 1988년 ~ 1990년
- 생방송 아침의 창 : 1990년 ~ 1993년
- 생방송 새아침 : 1993년 ~ 1993년
- 생방송 아침만들기 : 1993년 ~ 1995년
- 이야기쇼 열린아침 : 1995년 ~ 1996년
- 생방송 아침 : 1996년 ~ 1997년
- 황인용의 생방송 아침이 좋다 : 1997년 3월 3일 ~ 1997년 12월 31일[4]
- 생방송 아주 특별한 아침 : 2000년 2월 21일 ~ 2006년 4월 28일
- 피자의 아침 3부 : 2000년 5월 14일 ~ 10월 29일
- 생방송 모닝 스페셜 : 2000년 10월 30일 ~ 2001년 8월 17일
- 생방송 아침+ : 2001년 8월 20일 ~ 11월 4일
- MBC 모닝쇼 최윤영과 네 남자 : 2006년 5월 1일 ~ 5월 28일
- MBC 모닝쇼 최윤영의 오늘 아침 : 2006년 5월 29일 ~ 7월 16일
- 생방송 오늘 아침 : 2006년 7월 17일 ~
- 아침발전소 (금요일) : 2018년 3월 1일 ~ 9월 9일

9시 30분대
- MBC 뉴스 : 1981년 5월 25일 ~ 1988년 4월 10일
- MBC 주부뉴스 : 1981년 6월 11일 ~ 1984년 10월 25일
- MBC 생활뉴스 : 1984년 10월 26일 ~ 2012년 10월 7일, 2012년 10월 8일 ~ 2017년 12월 25일
- MBC 945 뉴스 : 1988년 4월 11일 ~ 1993년 5월 23일, 1997년 3월 3일 ~ 1998년 5월 31일
- MBC 940 뉴스 : 1993년 5월 24일 ~ 1994년 4월 10일, 1994년 10월 17일 ~ 1996년 10월 20일
- MBC 뉴스와 생활정보 : 1994년 4월 11일 ~ 1994년 10월 16일
- MBC 뉴스센터 : 1996년 10월 21일 ~ 1997년 3월 2일
- MBC 930 뉴스 : 1998년 6월 1일 ~ 2009년 4월 26일, 2010년 11월 1일 ~ 2012년 10월 7일
- MBC 1045 뉴스 : 2009년 4월 27일 ~ 2010년 10월 31일
- 930 MBC 뉴스 : 2017년 12월 26일 ~

9시 45분대
- 10시! 임성훈입니다 : 1996년 3월 4일 ~ 1998년 10월 25일
- 생방송 임성훈입니다 : 1998년 10월 26일 ~ 1999년 5월 16일
- 생방송 임성훈 이영자입니다 : 1999년 5월 17일 ~ 2000년 5월 14일
- 토크쇼 임성훈과 함께 : 2001년 8월 20일 ~ 2004년 9월 30일
- 손범수 전유성의 모닝카페 : 2001년 11월 5일 ~ 2002년 3월 31일
- MBC 모닝쇼 이재용의 기분 좋은 날 : 2006년 5월 1일 ~ 7월 16일
- 기분 좋은 날 : 2006년 7월 17일 ~

### SBS TV
5시대
- SBS 5 뉴스 : 2012년 10월 29일 ~ 2016년 12월 31일

6,7,8시대
- 출발! 서울의 아침 : 1991년 12월 9일 ~ 1994년 10월 23일
- 좋은 아침입니다 : 1994년 1월 31일 ~ 1995년 2월 5일
- 아침은 아름답다! : 1994년 1월 31일 ~ 1995년 2월 5일
- 생방송 출발! 새아침 : 1994년 10월 24일 ~ 1995년 4월 16일
- 출발! 모닝와이드 : 1995년 4월 17일 ~ 2000년 12월 31일, 2007년 6월 18일 ~ 2012년 10월 28일
- 생방송 모닝와이드 : 2001년 1월 1일 ~ 2007년 6월 17일
- 모닝와이드 : 2012년 10월 29일 ~

8시 50분대
- 한선교의 좋은 아침 : 1996년 10월 14일 ~ 1999년 1월 3일
- 한선교 정은아의 좋은 아침 : 1999년 1월 4일 ~ 2004년 1월 31일
- 김승현 정은아의 좋은 아침 : 2004년 2월 1일 ~ 2008년 5월 4일
- 이재룡 정은아의 좋은 아침 :  2008년 5월 5일 ~ 2009년 4월 26일
- 좋은 아침 : 2009년 4월 27일 ~

10시대
- SBS 뉴스 (0945) : 1991년 12월 9일 ~ 1994년 1월 30일
- SBS 뉴스 (1000) : 1996년 3월 4일 ~ 1997년 3월 2일, 2014년 10월 27일 ~ 2015년 11월 22일
- SBS 뉴스 (0905) : 1997년 3월 3일 ~ 5월 18일, 1997년 6월 30일 ~ 1998년 4월 5일
- SBS 뉴스 (0900) : 1997년 5월 19일 ~ 6월 29일
- SBS 뉴스타임 : 1992년 11월 30일 ~ 2008년 11월 30일
- SBS 뉴스 (1040) : 2008년 12월 1일 ~ 2010년 12월 31일
- SBS 뉴스 (1030) : 2011년 1월 1일 ~ 2014년 10월 26일
- SBS 뉴스 (1010) : 2015년 11월 23일 ~ 2021년 5월 16일
- SBS 10 뉴스 : 2021년 5월 17일 ~

10시 30분대
- SBS 뉴스와 생활경제 : 1998년 4월 6일 ~ 2009년 10월 4일
- SBS 생활경제 : 2009년 10월 5일 ~ 2019년 2월 17일
- 살맛나는 오늘 : 2019년 2월 18일 ~
- 톡톡 정보 브런치 : 2019년 3월 1일 ~ 2022년 4월 30일
- 경아윤아의 브런치톡 : 2022년 5월 1일 ~ 2022년 9월 30일

### 지역민방
- PSB 뉴스나우 : KNN, 1995년 5월 14일 ~ 2006년 5월 13일
- PSB 모닝와이드 : KNN, 1995년 5월 14일 ~ 2006년 5월 13일
- PSB 뉴스와이드 : KNN, 1995년 5월 14일 ~ 2006년 5월 13일
- KNN 뉴스와이드 : KNN, 2006년 5월 14일 ~
- KNN 모닝와이드 : KNN, 2006년 5월 14일 ~
- 모닝통통통 : KNN, 2020년 6월 15일 ~ 2022년 10월 3일
- 생방송 출발 새아침 : KNN, 2022년 10월 4일 ~ 2023년 7월 16일
- 굿모닝 투데이 : KNN, 2022년 10월 4일 ~
- 모닝플러스 : KNN, 2023년 7월 17일 ~
- 행복한 책 읽기 : KNN, 2013년 5월 7일 ~
- PSB 뉴스와 생활경제 : KNN, 1995년 5월 14일 ~ 2006년 5월 13일
- KNN 뉴스와 생활경제 : KNN, 2006년 5월 14일 ~
- KNN 정보센터 : 2023년 2월 6일 ~ 2024년 12월 20일

- TBC 뉴스 Q : TBC, 1995년 5월 14일 ~ 1999년 10월 26일
- TBC 아침뉴스 : TBC, 1999년 5월 14일 ~ 2014년 10월 26일
- TBC 굿모닝뉴스 : TBC, 2014년 10월 27일 ~

- kbc 뉴스지금 : kbc, 1995년 5월 15일 ~ 2014년 3월 30일
- kbc 모닝와이드 / kbc 뉴스 : kbc, 2014년 3월 31일 ~ 2016년 10월 2일
- kbc 모닝와이드 : kbc, 2016년 10월 3일 ~ 2016년 12월 31일, 2020년 1월 1일 ~
- kbc 모닝 730 / kbc 모닝와이드 : kbc, 2017년 1월 1일 ~ 2018년 12월 31일
- kbc 모닝 730 : kbc, 2019년 1월 1일 ~ 2019년 12월 31일
- 생방송 빛고을 새아침 : kbc, 1995년 5월 15일 ~ 일자 미상
- 생방송 출발 새아침 : kbc, 일자 미상
- 생방송 남도의 아침 : kbc, 2003년 5월 ~ 2003년 11월, 2013년 4월 1일 ~ 2014년 3월 28일
- kbc 생활뉴스 : kbc, 1995년 5월 14일 ~ 2020년 4월 29일

- TJB 뉴스 730 : TJB, 1995년 5월 14일 ~ 2001년 4월 29일
- TJB 아침뉴스 : TJB, 2001년 4월 30일 ~
- TJB 모닝와이드 : TJB, 2001년 4월 30일 ~ 2018년 6월 10일
- TJB 생방송 모닝와이드 : TJB, 2012년 5월 14일 ~ 11월 30일
- TJB 뉴스 (1020) : TJB, 1995년 5월 14일 ~

- ubc 아침뉴스 : ubc, 1997년 9월 1일 ~
- ubc 굿모닝울산 : ubc, 1997년 9월 1일 ~
- ubc 모닝와이드 : ubc, 1997년 9월 1일 ~
- ubc 뉴스투데이 : ubc, 1997년 9월 1일 ~

- JTV 뉴스전망대 : JTV, 1997년 9월 1일 ~ 2007년 12월 30일
- 모닝와이드 전북 : JTV, 1997년 9월 1일 ~ 2007년 12월 30일
- JTV 아침뉴스 : JTV, 2007년 12월 31일 ~

- CJB 아침뉴스 : CJB, 1997년 10월 18일 ~ 2000년 3월 19일
- CJB 아침종합뉴스 : CJB, 2000년 3월 20일 ~ 2011년 4월 17일, 2012년 8월 6일 ~ 2012년 10월 14일
- 출발! 모닝와이드 CJB 1부 / CJB 아침종합뉴스 : CJB, 2011년 4월 18일 ~ 2012년 8월 5일
- CJB 7 뉴스 : CJB, 2012년 10월 15일 ~
- 출발! 모닝와이드 CJB 2부 : CJB, 2011년 4월 18일 ~ 2012년 8월 5일
- 출발! 모닝와이드 CJB : CJB, 2012년 8월 6일 ~ 2012년 10월 14일
- 굿모닝 충북·세종 : CJB, 2012년 10월 15일 ~ 2018년 3월 31일
- 충북 오늘은 : CJB, 2018년 4월 1일 ~ 2020년 2월 29일
- CJB 모닝와이드 : CJB, 2020년 3월 1일 ~
- CJB 뉴스와 생활경제 : CJB, 2008년 12월 1일 ~ 2011년 1월 23일
- CJB 생활경제 : CJB, 2011년 1월 24일 ~ 2015년 11월 22일
- CJB 11 뉴스 : CJB, 2015년 11월 23일 ~ 2016년 2월 14일
- CJB 뉴스 (1050) : CJB, 2016년 2월 15일 ~ 2018년 11월 4일
- CJB 뉴스 (1040) : CJB, 2018년 11월 5일 ~ 2019년 2월 17일
- CJB 뉴스 (1020) : CJB, 2019년 2월 18일 ~

- GTB 뉴스라인 : G1, 2001년 12월 15일 ~ 2011년 10월 9일
- G1 뉴스라인 : G1, 2011년 10월 10일 ~
- GTB 뉴스와 생활경제 : G1, 2001년 12월 15일 ~ 2011년 10월 9일
- G1 뉴스와 생활경제 : G1, 2011년 10월 10일 ~ 2014년 10월 26일
- G1 뉴스 (1010) : G1, 2017년 4월 11일 ~ 2021년 10월 3일
- G1 뉴스 (1015) : G1, 2021년 10월 4일 ~

- JIBS 아침뉴스 : JIBS, 2002년 1월 1일 ~ 2013년 12월 31일, 2017년 6월 1일 ~
- JIBS 720 뉴스 : JIBS, 2014년 1월 1일 ~ 2017년 5월 31일
- 혼저옵서예 : JIBS, 2022년 7월 4일 ~

- iTV 아침뉴스 : iTV, 1997년 10월 11일 ~ 2004년 12월 31일
- 생방송 모닝데이트 : iTV, 1997년 10월 11일 ~ 2001년 6월 30일
- 선택! 행복한 아침 : iTV, 2001년 7월 1일 ~ 2002년 11월 3일
- 생방송 세상을 연다 : iTV, 2002년 11월 4일 ~ 2004년 12월 31일

- 생방송 OBS : OBS, 2007년 12월 28일 ~ 2009년 7월 5일, 2009년 9월 21일 ~ 2014년 3월 30일
- OBS 뉴스퀴즈쇼 : OBS, 2008년 3월 17일 ~ 5월 31일
- OBS 뉴스 (600) : OBS, 2014년 3월 31일 ~ 2015년 3월 29일
- OBS 뉴스 645 : OBS, 2014년 3월 31일 ~ 2015년 3월 29일
- OBS 뉴스 745 : OBS, 2015년 3월 30일 ~ 9월 13일, 2016년 4월 25일 ~ 2019년 5월 26일
- OBS 뉴스 740 : OBS, 2015년 9월 14일 ~ 2016년 4월 24일
- OBS 아침뉴스 : OBS, 2019년 5월 27일 ~ 2020년 1월 26일
- OBS 뉴스아침 : OBS, 2020년 1월 27일 ~ 2021년 4월 30일
- 월드 브리핑 톡 : OBS, 2021년 5월 1일 ~ 10월 31일
- 굿모닝 OBS : OBS, 2021년 5월 1일 ~ 10월 31일
- 닥터 OBS : OBS, 2022년 11월 14일 ~  2023년 2월 26일
- OBS 뉴스 950 : OBS, 2007년 12월 28일 ~ 2010년 6월 30일, 2011년 10월 31일 ~ 2013년 4월 14일
- OBS 뉴스 955 : OBS, 2010년 11월 8일 ~ 2011년 4월 3일
- OBS 뉴스 945 : OBS, 2013년 4월 15일 ~ 2015년 9월 13일, 2016년 4월 25일 ~ 2019년 10월 27일
- OBS 뉴스 940 : OBS, 2015년 9월 14일 ~ 2016년 4월 24일
- OBS 뉴스 (950) : OBS, 2021년 5월 1일 ~ 2022년 6월 5일
- OBS 뉴스 (1000) : OBS, 2022년 6월 6일 ~ 2023년 3월 26일
- OBS 아침애 : OBS, 2011년 10월 31일 ~ 2012년 4월 20일

### 보도 · 종합편성채널
- YTN 뉴스출발 : YTN
- 굿모닝 코리아 : YTN
- YTN 뉴스퀘어 4AM : YTN
- YTN 24 (350) : YTN
- 출발! 7 : YTN
- 출발! 8 : YTN
- 대한민국 아침뉴스 6.7 : YTN
- 굿모닝 와이티엔 : YTN
- YTN 뉴스START : YTN
- YTN 이슈오늘 : YTN
- YTN 24 (750) : YTN
- YTN 24 (730) : YTN
- YTN 24 (830) : YTN
- YTN 뉴스라이더 : YTN
- YTN 뉴스UP : YTN
- YTN 24 (900) : YTN
- YTN 뉴스오늘 : YTN
- YTN 이슈오늘 : YTN
- YTN 뉴스브리핑 : YTN
- 정찬배 뉴스정석 : YTN
- 뉴스타워 : YTN
- 뉴스 940 : YTN
- 뉴스LIVE : YTN
- YTN 뉴스퀘어 10AM : YTN

- 모닝와이 : 연합뉴스TV, 2011년 12월 1일 ~ 2018년 9월 2일
- 뉴스오늘 : 연합뉴스TV, 2018년 9월 3일 ~
- 출발 640 : 연합뉴스TV, 2011년 12월 1일 ~ 2020년 12월 6일
- 출발 620 : 연합뉴스TV, 2012년 12월 7일 ~ 2022년 6월 5일
- 출발 600 : 연합뉴스TV, 2022년 6월 6일 ~
- 라이브 투데이 : 연합뉴스TV
- 뉴스 09 : 연합뉴스TV
- 뉴스포커스 : 연합뉴스TV

- JTBC 뉴스전망대 : JTBC, 2011년 12월 1일 ~ 2012년 10월 21일
- JTBC 모닝쇼 7 : JTBC, 2011년 12월 1일 ~ 2012년 10월 21일
- JTBC 뉴스 오늘의 모든 조간 : JTBC, 2012년 10월 22일 ~ 12월 31일
- JTBC 뉴스 (600) : JTBC, 2012년 2월 6일 ~ 5월 27일
- JTBC 뉴스 모닝 : JTBC, 2012년 2월 6일 ~ 2월 19일
- JTBC 뉴스 모닝 : JTBC, 2012년 5월 28일 ~ 7월 29일
- 웃어라 대한민국 : JTBC, 2013년 1월 1일 ~ 8월 30일
- JTBC 뉴스 아침& : JTBC, 2013년 9월 16일 ~ 2022년 11월 13일
- 상암동 클라스 : JTBC, 2022년 11월 14일 ~ 2023년 12월 31일
- 아침& : JTBC, 2022년 11월 14일 ~
- 다채로운 아침 : JTBC, 2021년 5월 31일 ~ 10월 31일
- 굿 라이프 : JTBC, 2021년 6월 1일 ~ 6월 27일
- 굿모닝 라이프 : JTBC, 2021년 7월 1일 ~ 2022년 5월 29일

- MBN 뉴스파노라마 : 매일경제TV MBN, 2002년 5월 13일 ~ 2007년 3월 11일
- 보도채널 mbn 뉴스광장 : 매일경제TV MBN, 1995년 3월 1일 ~ 2011년 11월 30일
- mbn 오늘 : 매일경제TV MBN, 1995년 3월 1일 ~ 2011년 11월 30일
- 세계는 지금 : 매일경제TV MBN, 1995년 3월 1일 ~ 2011년 11월 30일
- MBN 뉴스 7 : MBN, 2011년 12월 1일 ~
- 굿모닝 MBN : MBN, 2011년 12월 1일 ~ 2012년 12월 9일, 2013년 3월 1일 ~
- 출발! 모닝뉴스 : MBN, 2012년 12월 10일 ~ 2013년 2월 28일
- 굿모닝 월드 : MBN, 2014년 1월 1일 ~
- 생방송 경제광장 : MBN, 2011년 12월 1일 ~ 2012년 1월 22일
- MBN 뉴스광장 : 매일방송, 2011년 2월 1일 ~
- 생방송 매일경제 : MBN, 2011년 12월 1일 ~ 2012년 12월 23일, 2013년 1월 7일 ~ 2013년 2월 28일
- 생방송 뉴스&이슈 : MBN, 2012년 12월 24일 ~ 2013년 1월 6일
- 아침의 창 매일경제 : MBN, 2013년 3월 1일 ~ 2015년 9월 13일
- 아침 & 매일경제 : MBN, 2015년 9월 14일 ~
- MBN 뉴스투데이 : MBN, 2011년 12월 1일 ~
- 세상의 눈 오늘의 눈 : MBN, 2013년 3월 1일 ~ 4월 28일
- 세상의 눈 : MBN, 2013년 4월 29일 ~ 8월 31일
- 고성국, 이혜경의 뉴스공감 : MBN, 2013년 3월 1일 ~ 8월 31일
- 김미화의 공감 : MBN, 2013년 9월 1일 ~
- MBN 뉴스공감 : MBN, 2013년 9월 1일 ~
- 전국 네트워크 : MBN, 2015년 7월 15일 ~
- 생생 정보마당 : MBN, 2017년 9월 25일 ~ 2025년 3월 31일
- 매일아침 : MBN, 2025년 4월 1일 ~
- 프레스룸 LIVE : MBN, 2023년 10월 10일 ~ [5]

- 굿모닝! 채널A : 채널A, 2011년 12월 1일 ~
- 채널A 아침뉴스 : 채널A, 2011년 12월 1일 ~
- 굿모닝 A : 채널A, 2011년 12월 1일 ~
- 김성주의 모닝카페 : 채널A, 2011년 12월 1일 ~ 2012년 4월 22일
- 아침경제 골든타임 : 채널A, 2014년 8월 4일 ~ 2016년 10월 9일
- 김현욱의 굿모닝 : 채널A, 2016년 10월 10일 ~ 2019년 2월 10일
- 행복한 아침 : 채널A, 2019년 2월 11일 ~
- 신문으로 보는 세상 : 채널A, 2012년 7월 17일 ~ 2013년 7월 7일
- 신문이야기 돌직구쇼+ : 채널A, 2014년 7월 8일 ~ 2018년 6월 30일
- 김진의 돌직구쇼 : 채널A, 2018년 7월 1일 ~

- 모닝 뉴스쇼 깨 : TV조선, 2011년 12월 1일 ~ 2012년 2월 5일
- 모닝 뉴스 깨 : TV조선, 2012년 2월 6일 ~ 11월 12일
- TV조선 뉴스 7 : TV조선, 2011년 12월 1일 ~
- 생방송 광화문의 아침 : TV조선, 2015년 6월 8일 ~ 2017년 6월 30일
- TV조선 뉴스퍼레이드 : TV조선, 2011년 12월 1일 ~
- TV조선 네트워크 뉴스 : TV조선, 2017년 7월 3일 ~ 2019년 5월 12일
- 네트워크 매거진 : TV조선, 2019년 5월 13일 ~
- 굿모닝 정보세상 : TV조선, 2019년 5월 13일 ~
- 뉴스와이드 활 : TV조선, 2012년 11월 12일 ~ 2013년 4월 7일
- TV조선 뉴스 9 : TV조선, 2011년 12월 1일 ~
- TV조선 뉴스 10 : TV조선, 2011년 12월 1일 ~
- 신통방통 : TV조선, 2013년 4월 8일 ~

## 나라별의 아침 정보 프로그램

### 네덜란드
- Vandaag de dag : NPO1 (네덜란드 공영 방송), (WNL 제작)

### 노르웨이
- God Morgen, Norge! : TV2

### 덴마크
- DR2 Morgen : DR2 (덴마크 방송 협회)
- Go' morgen Danmark : TV2, 1996년 ~

### 독일
- ARD 모르겐마가진(ARD Morgenmagazin) : ARD
- ZDF 모르겐마가진(ZDF Morgenmagazin) : ZDF[6]
- 구텐모르겐 도이칠란트(Guten Morgen Deutschland) : RTL 텔레비전
- Sat.1-Frühstücksfernsehen : Sat.1

### 러시아
- 도브로에 우트로(Доброе утро, Good Morning) : 페르비 카날
- 우트로 로시(Утро России) : 로시야 1

### 말레이시아
- Selamat Pagi Malaysia : TV1 (RTM)
- Malaysia Hari Ini : TV3

### 미국
1952년부터 아침방송을 개시하였고, 현재는 방송하고 있다.
- 투데이(Today) : NBC, 1952년 1월 14일 ~
- 굿 모닝 아메리카(Good Morning America) : ABC, 1975년 11월 3일 ~
- CBS Mornings : CBS, 2021년 9월 7일 ~
- Early Start : CNN, 2012년 1월 2일 ~
- Fox & Friends First : 폭스 뉴스, 2012년 3월 5일 ~
- Fox and Friends : 폭스 뉴스, 1998년 2월 1일 ~
- America's Newsroom : 폭스 뉴스, 2007년 2월 12일 ~
- Hoy Día : 텔레문도, 2021년 2월 15일 ~
- Morning Joe : MSNBC, 2007년 4월 9일 ~

### 브라질
- 봉 지아 브라지우(Bom Dia Brasil) : 헤지 글로부
- Fala Brasil : 헤지 레코드
- SBT Manhã : SBT
- Café com Jornal : 헤지 반데이란치스

### 스웨덴
- Gomorron Sverige : SVT1 (SVT)

### 아르헨티나
- 아리바 아르헨티노스(Arriba Argentinos) : El Trece

### 아일랜드
- Ireland AM : TV3

### 영국
1983년부터 아침방송을 개시하였고, 현재는 방송하고 있다.
- BBC 브렉퍼스트(BBC Breakfast) : BBC, 1983년 ~
- 굿 모닝 브리튼(Good Morning Britain) : ITV (ITV Breakfast 제작), 2014년 ~
- Milkshake! : 채널 5, 1997년 ~

### 오스트레일리아
- ABC 뉴스 브렉퍼스트(ABC News Breakfast) : ABC1 & ABC 뉴스 24 (ABC), 2008년 ~
- 선라이즈(Sunrise) : 세븐 네트워크, 1991년 ~
- 투데이(Today) : 나인 네트워크, 1982년 ~

### 일본
1953년 텔레비전 방송국 개국에 이어 1956년부터 아침방송을 시작하였다.
- NHK 뉴스 오하요 닛폰(NHKニュースおはよう日本) : NHK 종합 텔레비전, 1993년 4월 5일 ~
- 메자마시 TV(めざましテレビ) : 후지 TV, 1994년 4월 1일 ~
- FNN 모닝콜(FNNモーニングコール) : 후지 TV, 1986년 4월 1일 ~ 1990년 3월 30일
- 뉴스 모닝 새틀라이트(ニュースモーニングサテライト) : TV 도쿄, 1998년 10월 1일 ~
- 메자뉴(めざにゅ) : 후지 TV, 2003년 10월 1일 ~ 2014년 3월 28일
- Oha! 4 NEWS LIVE : NTV, 2006년 4월 3일 ~
- NNN뉴스ZIP! : NTV, 2011년 4월 1일 ~
- THE TIME, : TBS, 2021년 10월 1일 ~
- 굿!모닝(グッド!モーニング) : TV 아사히, 2013년 9월 30일 ~
- 모닝쇼 : TV 아사히, 1964년 ~ 1993년, 2015년 9월 28일 ~

### 이탈리아
- Unomattina : RAI1 (RAI)
- TGR Buongiorno Italia : RAI3 (RAI)

### 중화인민공화국
- 조문천하(朝闻天下) : CCTV-1 & CCTV-13 (중국중앙텔레비전)
- 看东方 : 상하이 동방 위성 텔레비전
- 北京您早 : BTV 北京卫视 & BTV 新闻 (베이징 텔레비전)
- 上海早晨 : STV 上海电视台新闻综合频道

### 캐나다
- Canada AM : CTV 텔레비전 네트워크
- Salut! Bonjour : TVA (캐나다)

### 프랑스
- Télématin : 프랑스 2, 1984년 ~
- La Matinale : Canal+, 2004년 9월 6일 ~ 2013년 7월 28일

### 핀란드
- Aamu-TV : Yle TV1 (핀란드 국영 방송)

### 필리핀
- 우마강 카이 간다(Umagang Kay Ganda) : ABS-CBN, 2007년 ~
- Aksyon sa Umaga : TV5, 2014년~
- 우낭 히릿 : GMA 네트워크, 1999년 ~
- Good Morning Boss : PTV

### 홍콩
- 亞洲早晨(Good Morning Asia) : aTV Home (aTV)
- 香港早晨(Good Morning Hong Kong) : TVB Jade (TVB)
- 凤凰早班车(Good Morning China) : 봉황 TV

### 그리스
- 카리메라 엘라다(Καλημέρα Ελλάδα) : ANT1

### 필리핀
- 우낭 히릿(Unang Hirit) : GMA 네트워크

### 칠레
- 부에노스 디아스 아 토도스(Buenos días a todos) : 텔레비시온 나시오날 데 칠레, 1992년 ~ 2016년
- 무초 구스토(Mucho gusto): MEGA, 2001년 ~
- 비엔베니도스(Bienvenidos) : 카날 13, 2011년 ~
- 무이 부에노스 디아스(Muy buenos días) : 텔레비시온 나시오날 데 칠레, 2016년 ~

## 같이 보기
- 황금시간대